# 県道123号 (台湾)
県道123号（けんどう123ごう）は、新竹県芎林郷から同県竹東鎮を結ぶ、全長7.933kmの台湾の県道である。県道120号と重複区間がある。

## 通過する自治体
- 新竹県
  - 芎林郷
  - 竹東鎮

## 接続する道路
- 県道120号
- 県道115号
- 県道122号